# Piwnicki (herb szlachecki)

Herb w opracowaniu graficznym Tadeusza Gajla

Piwnicki (Lubicz odmienny) − polski herb szlachecki, odmiana herbu Lubicz.

## Opis herbu
Opis z wykorzystaniem klasycznych zasad blazonowania:
W polu błękitnym podkowa srebrna ocelami do dołu, pomiędzy nimi i na barku takiż krzyż kawalerski. Klejnot: nad hełmem w koronie samo godło pomiędzy dwoma trąbami srebrnymi. Labry błękitne podbite srebrem.

## Najwcześniejsze wzmianki
Herb wzmiankowany przez Kaspra Niesieckiego w Koronie polskiej w 1740 roku. Niesiecki powołuje się na wcześniejszy rękopis O familiach pruskich. Herb wymienia także kolejne wydanie Niesieckiego z 1841 roku. M.in. za Niesieckim herb przytacza też Juliusz Karol Ostrowski w 1906 roku. Opis herbu pojawił się też u Uruskiego w 1917 roku.
Rodzina Piwnickich pochodzi z Prus Królewskich, gdzie wzmiankowana miała być już w XVI wieku. Nazwisko pochodzi od majątku rodowego Piwnice, a pierwotnym nazwiskiem miało być von Leibitz. W XVII i XVIII wieku należeli do zamożniejszych rodzin województwa chełmińskiego. Posiadali m.in. Zelgno, Wapno i Galczewo. Jedna jej linia otrzymała w 1844 roku hrabiowski tytuł pruski (zob. Piwnicki Hrabia).

## Herbowni
Jedna rodzina herbownych (herb własny):
Piwnicki z przydomkiem von Leibitz, który to miał być jej pierwotnym nazwiskiem przed przyjęciem nazwiska od majątku Piwnice.